# Counter-Strike (серія ігор)
Counter-Strike (укр. Контрудар; скор. CS або КС) — серія комп'ютерних ігор у жанрі командного шутера від першої особи, заснована на рушії GoldSrc і виросла з однойменної модифікації гри Half-Life. Всього в основній серії вийшло п'ять ігор: оригінальна Counter-Strike, Counter-Strike: Condition Zero (мультиплеєр з одиночними завданнями), Condition Zero: Deleted Scenes (тільки сюжетна гра, без мультиплеера) на рушії GoldSrc, Counter-Strike: Source, написана на більш сучасному рушії Source, Counter-Strike: Global Offensive і Counter-Strike 2.

## Ігри серії

### Основна серія
| Назва гри                        | Розробник                                                    | Видавець                                | Дати виходу та платформи                                        | Двигун   |
| -------------------------------- | ------------------------------------------------------------ | --------------------------------------- | --------------------------------------------------------------- | -------- |
| Counter-Strike                   | Valve Corporation                                            | Valve Corporation, Sierra Entertainment | - 2000 - Windows, macOS, Linux, Xbox                            | GoldSrc  |
| Counter-Strike: Condition Zero   | Valve Corporation, Ritual Entertainment, Turtle Rock Studios | Valve Corporation, Sierra Entertainment | - 2004 - Windows - 2013 - macOS, Linux                          | GoldSrc  |
| Counter-Strike: Source           | Valve Corporation, Turtle Rock Studios                       | Valve Corporation                       | - 2004 - Windows, macOS, Linux                                  | Source   |
| Counter-Strike: Global Offensive | Valve Corporation, Hidden Path Entertainment                 | Valve Corporation                       | - 2012 - Windows, macOS, PlayStation 3, Xbox 360 - 2014 — Linux | Source   |
| Counter-Strike 2                 | Valve Corporation                                            | Valve Corporation                       | - 2023 - Windows                                                | Source 2 |

### Counter-Strike
Спочатку будучи модифікацією для Half-Life, Counter-Strike була прийнята як самостійна гра Valve Corporation у 2000 році. У 2003 році гра отримала реліз на Xbox. Гра також була випущена для OS X та Linux у вигляді бета-версії у січні 2013 року. Повний випуск був опублікований у квітні 2013 року.

### Counter-Strike: Condition Zero
Гра Counter-Strike: Condition Zero була розроблена Turtle Rock Studios і випущена в 2004 році. Вона використовує рушій Half-Life GoldSrc, подібно до першої Counter-Strike. Крім розрахованого на багато користувачів режиму, в грі є одиночна кампанія («Дежурство») з бонусом Counter-Strike: Condition Zero Deleted Scenes. Гра отримала змішані рецензії, на відміну від свого попередника, і незабаром відбулася гра під назвою Counter-Strike: Source.

### Counter-Strike: Source
Counter-Strike: Source - перша гра в серії Counter-Strike, випущена на рушії Source. 18 серпня 2004 року бета-версія вперше стала доступна власникам Counter-Strike: Condition Zero і тим, хто отримав ваучер Half-Life 2 в комплекті з деякими відеокартами ATI Radeon. У той час як оригінальний реліз включав тільки версію для Microsoft Windows, врешті-решт гра вийшла для OS X 23 червня 2010 і Linux в 2013 році.

### Counter-Strike: Global Offensive
Counter-Strike: Global Offensive — четверта гра в основній серії Counter-Strike, розроблена Valve та Hidden Path Entertainment у 2012 році. Як і Counter-Strike: Source, гра працює на рушії Source. Вона доступна на Microsoft Windows, OSX та Linux, а також консолях Xbox 360, PlayStation 3 та Xbox One.

### Counter-Strike 2
Counter-Strike 2 — розрахований на багато користувачів тактичний шутер від першої особи, розроблений Valve. Valve анонсувала гру у березні 2023 року, оголосивши, що вона вийде влітку 2023 року. Компанія заявила, що проведе обмежений тест для Counter-Strike 2 в березні 2023 року, доступний тільки для Windows. Оголошення з'явилося через кілька тижнів після чуток про сіквел Counter-Strike: Global Offensive. Реліз гри відбувся 27 вересня 2023 року.

### Спін-офи
- 2003 — Counter-Strike Neo (японська версія гри для аркадних автоматів) (розробник: Valve)
- 2004 — CS2D (двовимірний клон Counter-Strike) (розробник: Peter Schauß, Unreal Software).
- 2008 — Counter-Strike Online (адаптована для корейської аудиторії версія) (розробник: Nexon за підтримки Valve)
- 2013 — Counter-Strike Online 2 (розробник: Nexon за підтримки Valve)
- 2014 — Counter-Strike Nexon: Zombies (розробник: Nexon за підтримки Valve)

## Кіберспорт
Counter Strike стала однією з найпопулярніших ігор в кіберспорті — за грою проводяться турніри, чемпіонати і т.д.

### Турніри
Якісна відмінність Counter-Strike — велика кількість чемпіонатів, як невеликого масштабу (між аматорськими командами), так і світового — за участю десятків найкращих професійних команд таких як Natus Vincere (NaVi) (Україна), fnatic (Лондон, Шведський склад CS), SK Gaming (Бразилія, відповідний склад CS) та інші. Кожна з таких команд має своїх спонсорів, менеджерів та величезну кількість уболівальників. 
Щорічно проводиться безліч міжнародних Lan і online-турнірів, таких як: Major (турніри за підтримки Valve), Intel Extreme Masters, StarSeries, Electronic Sports World Cup, Cyberathlete Professional League, KODE5, ClanBase EuroCup, CyberEvolution, Electronic Sports League та інші. Існують навіть онлайн сервіси, що дозволяють заробляти гравцям на своїх вміннях. Гравці можуть підключатися до спеціальних серверів і грати на гроші. У 2010 році три чемпіонати світу виграла українська команда Natus Vincere (NaVi).

### HLTV
HLTV — технологія Valve, що надає можливість необмежену кількість глядачів спостерігати за грою в режимі реального часу (можливо, з невеликою затримкою), а також можливість запису гри. Глядачі мають можливість спостерігати за грою так, ніби вони знаходяться на сервері як спостерігачі. Гравці не бачать глядачів та не можуть з ними взаємодіяти. HLTV підтримує всі найбільш популярні модифікації Half-Life такі як: Counter-Strike, Team Fortress Classic, Day of Defeat та багато інших. Сама система HLTV дозволяє контролювати максимальну кількість можливих глядачів, трафік до клієнта, може виводити повідомлення на екран (наприклад, рекламу) або логотип. За замовчуванням HLTV транслює гру із затримкою 30 секунд (параметр налаштовується) для виключення можливості передачі інформації від глядачів гравцям.
У Counter-Strike: Global Offensive була введена покращена система, що отримала назву GOTV.